# Anne-Frank-Siedlung
Die Anne-Frank-Siedlung befindet sich im Frankfurter Stadtteil Eschersheim östlich des alten Ortskerns und nördlich der Eschersheimer Landstraße. Sie ist nach der in Frankfurt geborenen Anne Frank benannt, die dem nationalsozialistischen Holocaust zum Opfer fiel und in ihren letzten zwei Lebensjahren im Versteck in einem Amsterdamer Hinterhaus ein Tagebuch schrieb.

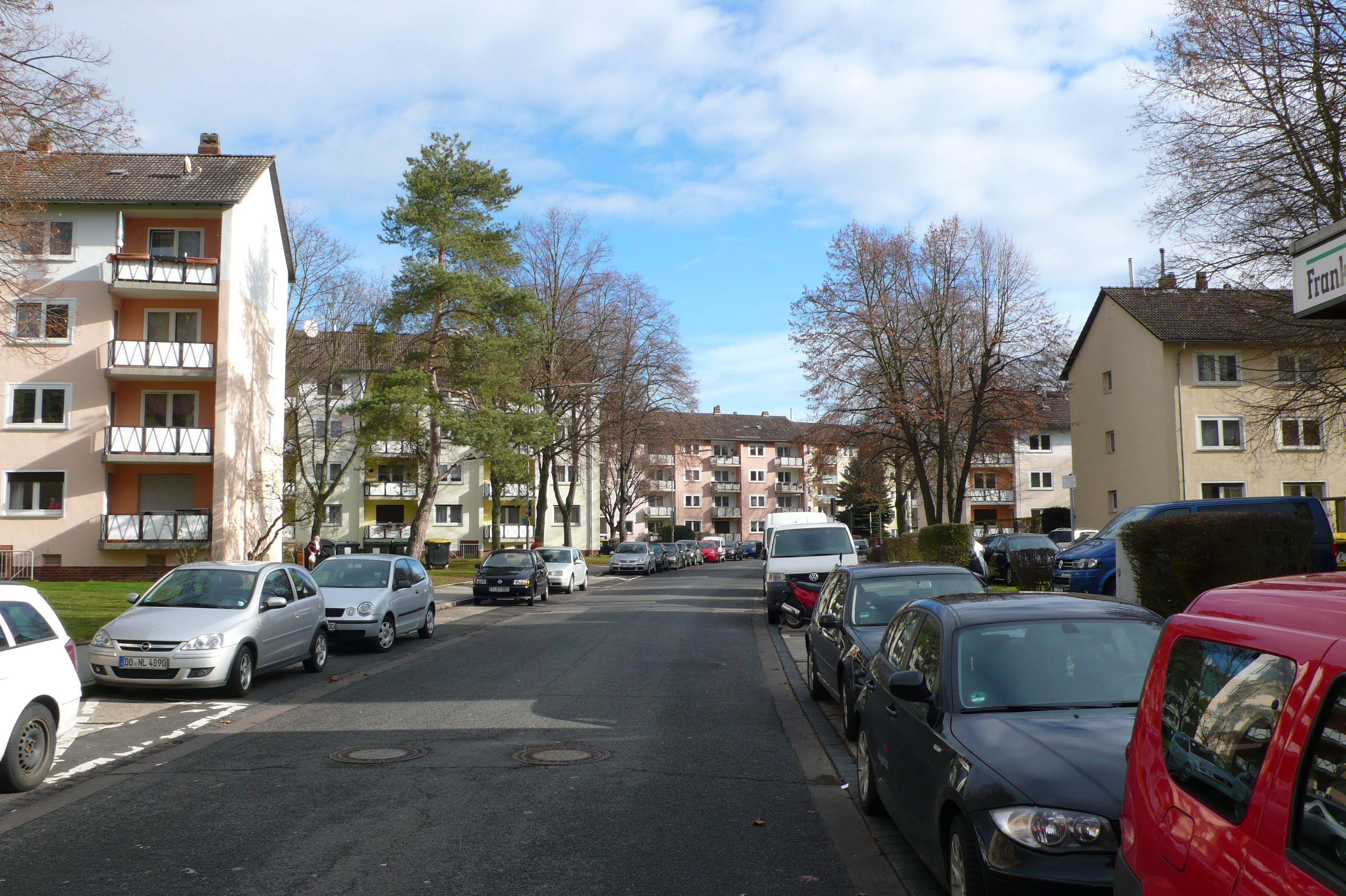
Ringstraße "Anne-Frank-Straße" in der Anne-Frank-Siedlung

## Entstehung und Entwicklung
Zwischen 1959 und 1961 entstand der westliche Teil der Anne-Frank-Siedlung mit Mitteln des Sozialen Wohnungsbaus. Bauherr war die Gemeinnützige Wohnungs- und Siedlungsbaugesellschaft mbH (Gewobag), die seit 1967 als Neue Heimat Südwest firmierte.
Die Gewobag baute etwa 300 öffentlich geförderte Wohnungen in Mehrfamilienhäusern und 40 Einfamilienhäuser. Die städtebauliche Ausformung folgte dem damaligen Leitbild der durchgrünten und aufgelockerten Stadt. Die leicht versetzten, drei- bis fünfgeschossigen Zeilenbauten sind von den einzelnen Gebäuden zugeordneten Freiflächen sowie öffentlichen Grünflächen umgeben. Die Wohnungsgrundrisse sind für Nachkriegsbauten typisch. Zwei Drittel der Wohnungen verfügen über zweieinhalb Zimmer.
Die Siedlung ist über die ringförmig geführte Anne-Frank-Straße erschlossen und an die Zehnmorgenstraße angebunden. Mittig wurde ein Grünzug angelegt, der im Westen in den Anne-Frank-Spielpark mündet. Er gliedert die Siedlung in einen nördlichen Bereich mit Geschosswohnungsbau und die im Süden befindlichen zweigeschossigen Reihenhäuser.

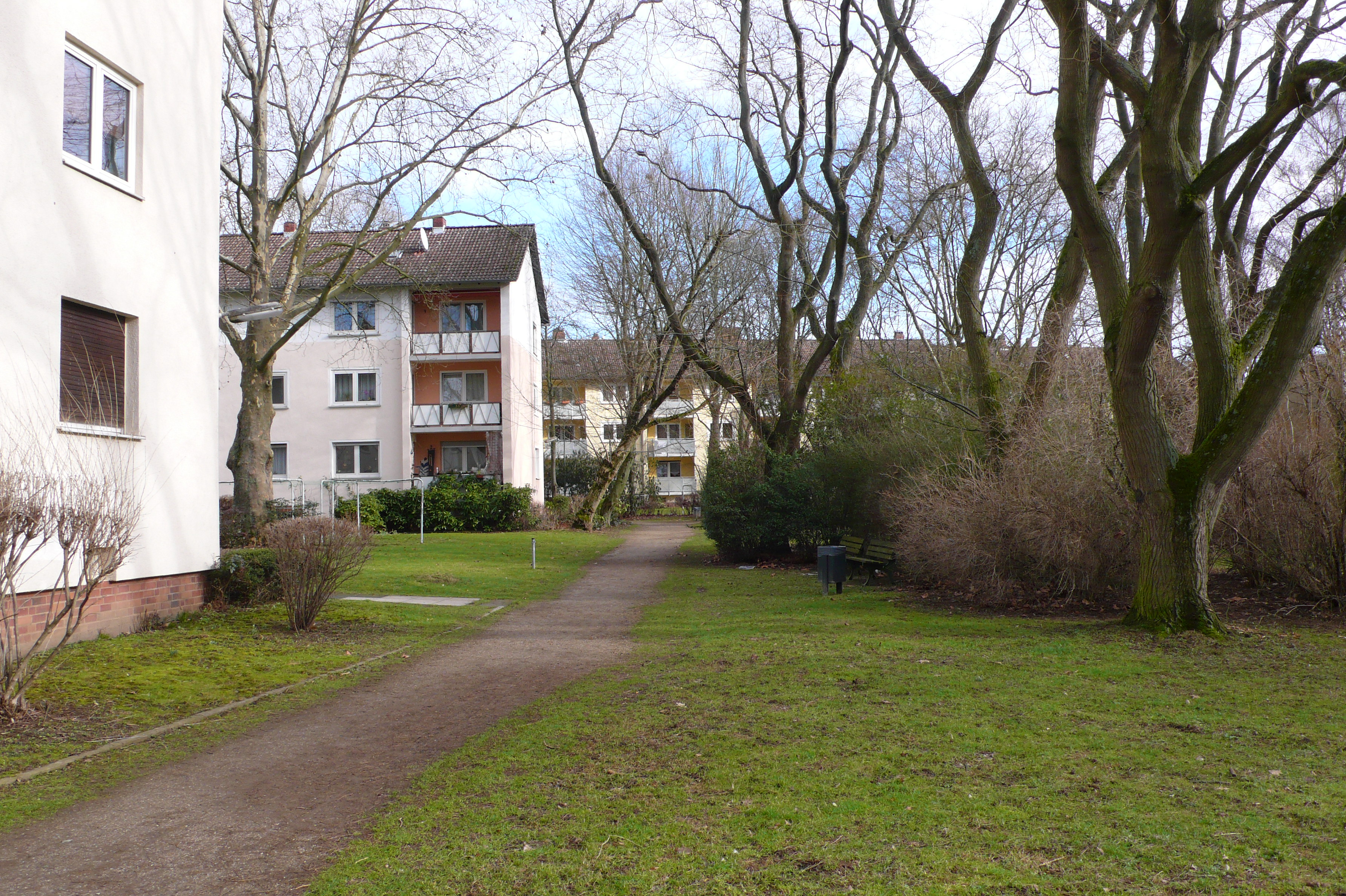
Zentraler Grünzug in der Anne-Frank-Siedlung

In den 1960er Jahren wurde die Wohnsiedlung um soziale Infrastruktureinrichtungen ergänzt. Im Süden entstand eine Kindertagesstätte. Südwestlich des Anne-Frank-Parks entstand die Integrierte Gesamtschule Eschersheim, die ehemals Peter-Petersen-Schule hieß. Etwas weiter südöstlich befindet sich die Johann-Hinrich-Wichern-Schule, eine Schule für Lernhilfe. An der Zehnmorgenstraße errichtete die evangelische Kirche ein Gemeindehaus. An der gegenüberliegenden Straßenecke wurde ein zwölfgeschossiges Wohnhochhaus errichtet. Es gibt im Quartier keine Einkaufsmöglichkeiten bis auf einen Kiosk. Über eine Buslinie ist die Siedlung mit dem Stadtteilzentrum am Weißen Stein und der U-Bahn-Station verbunden.
In den 1970er Jahren wurde die Anne-Frank-Siedlung um etwa zwei Drittel ihrer bisherigen Größe nach Osten erweitert. Beide Siedlungsgebiete sind durch den Victor-Gollancz-Weg verbunden. Weitere Wohngebäude wurden um die Eleonore-Sterling-Straße errichtet. Neben viergeschossigen Zeilenbauten und einer Bebauung mit eingeschossigen Hofhäusern entstanden auch zwei zwölfgeschossige Wohnhochhäuser. Bauherr beziehungsweise heutige Gebäudeeigentümer sind Wohnungsgesellschaften und Versicherungen.

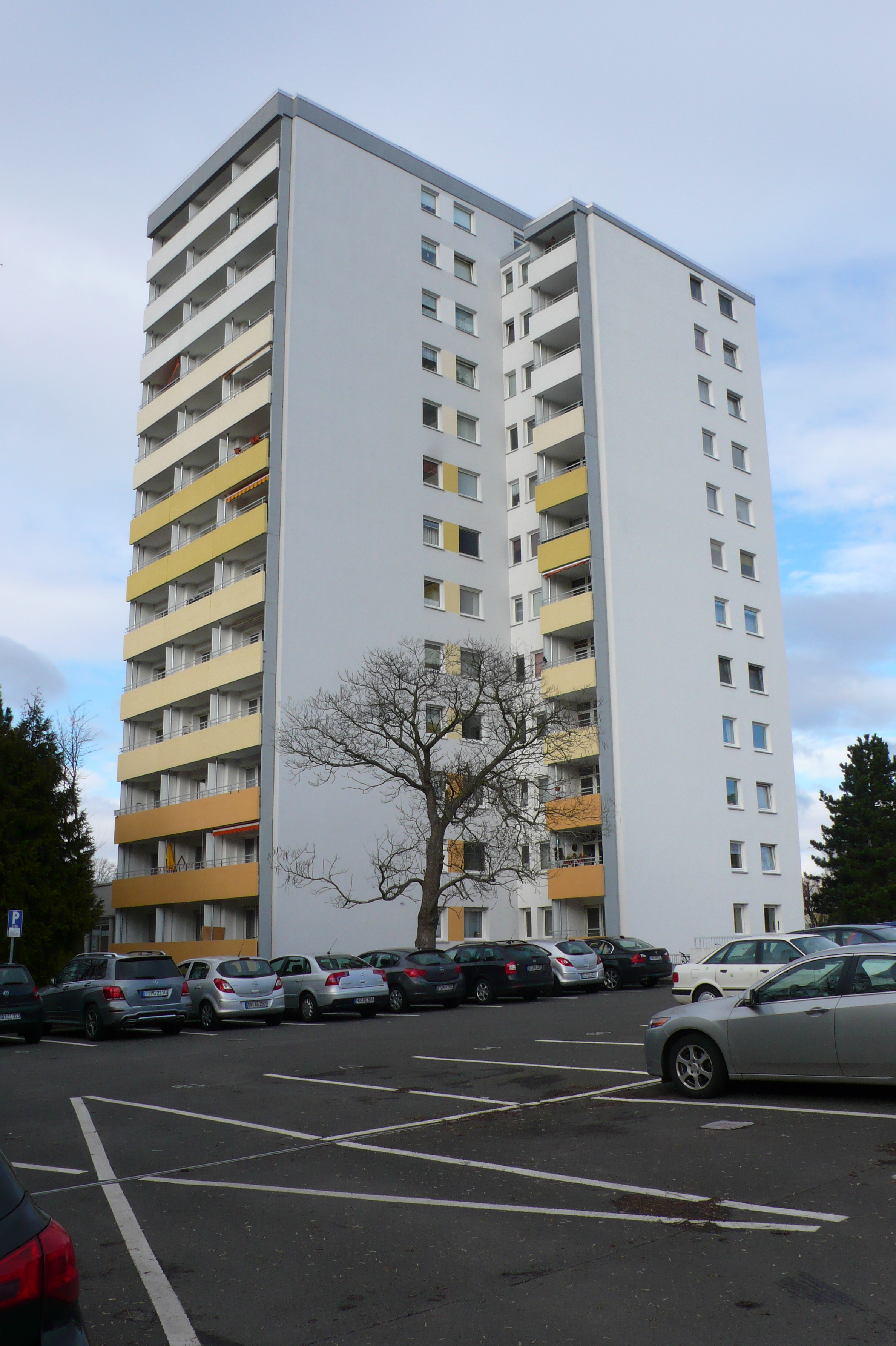
Wohnhochhaus in der Eleonore-Sterling-Straße

Für die mit öffentlichen Fördergeldern errichteten Wohnungen des ältesten Siedlungsteils endete nach meist 30 Jahren die Belegungsbindung, also das Recht der städtischen Wohnungsverwaltung, sozialbedürftige Mieter zu benennen. Außerdem befand sich der Mutterkonzern Neue Heimat seit Beginn der 1980er Jahre in einer Krise und wurde später abgewickelt; ihre Bauten in der Anne-Frank-Siedlung wurden an andere private Eigentümer weiterverkauft. Die neuen Eigentümer wandelten einige Gebäude in Eigentumswohnungen um. Unter anderem deshalb erließ die Stadt 1990 eine Erhaltungssatzung, die die städtebauliche Gesamtstruktur und das siedlungstypische Wohnungsangebot sichern und die vorhandene Bevölkerungsstruktur erhalten sollten.
Im Norden grenzte die Siedlung ehemals an Garten- und Ackerland. Seit der Jahrtausendwende entstand dort das Wohngebiet Eschersheimer Gärten.